# 強化ガラス
強化ガラス（きょうかガラス、英語: toughened glass, tempered glass）とは、一般的なフロート板ガラスに比べ3 - 5倍程度の強度を持つガラスである。

## 概要
高い弾性率、剛性率をもちながら透明であるガラスは非常に有用であるが、衝撃を受けると割れてしまうという欠点がある。そこで、表面を圧縮して容易に割れないようにしたガラスが強化ガラスである。このプロセスの後には加工が出来ないため、製造工程の最後に行われる。
強化ガラスは、外部からの衝撃などで発生する細かな傷などで、表面の圧縮層を超えて割れが進行すると、内部には逆に引っ張りの力が存在しているため、ガラス全体が瞬間的に粒状に砕ける。これは、割れると鋭いナイフ状になり危険なフロート板ガラスに比べれば安全である。そのため、車両や学校、クレーンゲーム筐体などで利用されている。しかし、一部の破損でガラス全体が破損してしまうため、防犯には適さない。

## 用途
その性質から、自動車の窓や子供の多い学校などで広く利用されている。しかし前面のウィンドシールドについては、事故時に粉々に割れた強化ガラスが一瞬にして視界を奪ってその後の対処が遅れがちになることや破片が運転者や助手席の乗員の眼球を直撃して失明する事故も多発したため、1987年9月以降に生産される自動車には合わせガラスの使用が義務化されるようになった。ただしバットでフルスイングしても割れない程の強度を持っているために、歩行者の保護にはならない。
電子レンジを使用する場合に、耐熱ガラスの代わりに使用される場合があるが、強化ガラスは急激な温度変化で割れる場合があり、危険である。

## 製法

### イオン交換法
ナトリウム(Na)イオンを含有したガラスを、カリウム(K)塩の融解塩に浸けておくと、ガラス表面のNaイオンと溶液中のKイオンが交換され、Kイオンがガラスの表面層に侵入していく。
KイオンはNaイオンよりも大きい粒子であるため、Kイオンが侵入したガラスは狭い隙間につっかえ棒を押し込んだような状態になり、ガラスの表面には圧縮応力の層が生じる。するとガラスを破壊するためには、分子間の結合を破壊する力だけでなく、表面の圧縮応力を取り除く力も必要となる。このため、このガラスを破壊するには通常のガラスよりも大きな力が必要となり、このガラスは強化されたと言える。

### 風冷強化法
板ガラスを約650 - 700 ℃まで加熱した後、ガラス表面に空気を吹きつけ、急激に冷やすことにより生成する。表面に圧縮応力層を形成するという点ではイオン交換法と同じであるが、風冷強化法では熱処理によって表面層と内部の密度差をつけることによって応力場を形成する。ガラス板の厚さに制約がある（薄いガラス板は不可）。金属加工における焼入れとの類似性から、「焼きを入れる」などと称される。

## 製品
情報端末向け
- コーニング ゴリラガラス
- AGC ドラゴントレイル